# Jean Vigo
Jean Vigo (26. april 1905 i Paris – 5. oktober 1934 smst) var en fransk filminstruktør.
Vigos far var en anarkist som døde i fængsel i 1917.
Trods sin korte karriere – han lavede kun fire film – er han en vigtig figur i fransk filmhistorie og var senere en indflydelse på den nye bølge. (Jean-Luc Godards film Soldaterne er dedikeret til Vigo.) Den halvautobiografiske Zéro de conduite udkom i 1933 men blev kort derefter forbudt indtil 1945.
Han døde af tuberkulose.

## Filmografi
- À propos de Nice (1929; stumfilm)
- Taris, roi de l'eau (1931; kort dokumentarfilm on svømmeren Jean Taris)
- Zéro de conduite (1933)
- L'Atalante (1934)